# Вірмено-кипчацька мова
Вірмено-кипчацька мова — тюркська мова, якою розмовляли вірмени, що жили у 16—17 століттях великими колоніями в Кам'янці-Подільському, Львові, Луцьку, Аккермані, Яссах, Едірне та інших містах України, що на той час перебували під владою Речі Посполитої, Молдовського князівства, Румунії й Османської імперії, куди переселилися з Криму (переважно з Кафи) і, можливо, з Вірменії після тюркських нападів.
Входить до кипчацько-половецької підгрупи тюркських мов. Носії вірмено-кипчацької мови позначали свою мову як хипчах тілі (խիպճախ տիլի – «кипчацька мова»), бизим тіл (բիզիմ տիլ – «наша мова», у протилежність вірменській мові) і татарча (թաթարչա – «татарська».

## Письмові пам'ятки кипчакомовних вірмен
Відома за письмовими пам'ятками кипчакомовних вірмен. Епіграфічні пам'ятки свідчать також про те, що в XII—XIII ст. на території Вірменії жили кипчаки, які прийняли вірмено-григоріанство. Один з монастирів комплексу Арич в Артикському районі Ширакської області Вірменії, побудований на рубежі XII—XIII ст., носить назву Хпчахаванк «Кипчакський монастир».
Пам'ятки кипчацькою мовою, складені вірменським письмом, налічують десятки тисяч сторінок і охоплюють період з 1524 до 1669 рр. Це 28 актових книг вірменського війтівського суду Кам'янця-Подільського (1572—1663 рр.), актові, касові і метричні книги Львівського вірменського духовного суду за ці ж роки, «Кам'янецька хроніка», що описує події Цецорської кампанії і Хотинської війни 1620—1621 рр., «Венеційська хроніка», «Хроніка Польщі», Судебник Мхитара Гоша з великою кількістю додаткових статей і коментарів, затверджений польським королем Сигизмундом у 1519 р., 5 вірмено-кипчацьких словників і декілька глосаріїв, твір «Секрети філософського каменя» Андрія Торосовича (1626 р.), дві версії повного перекладу Псалтирів (5 списків), декілька перекладів вірменських молитовників, зокрема один надрукований друкарським способом у Львові в 1618 р., послання апостола Павла, три книги проповідей богослова Антона, декілька житій святих, пасхалій, календарів, безліч документів приватного характеру.
Усього для дослідження доступно 108 рукописів і одна друкарська книга. Рукописи вірмено-кипчацькою мовою зберігаються в Україні, Вірменії, Росії, Австрії, Італії, Нідерландах, Польщі, Румунії та Франції.

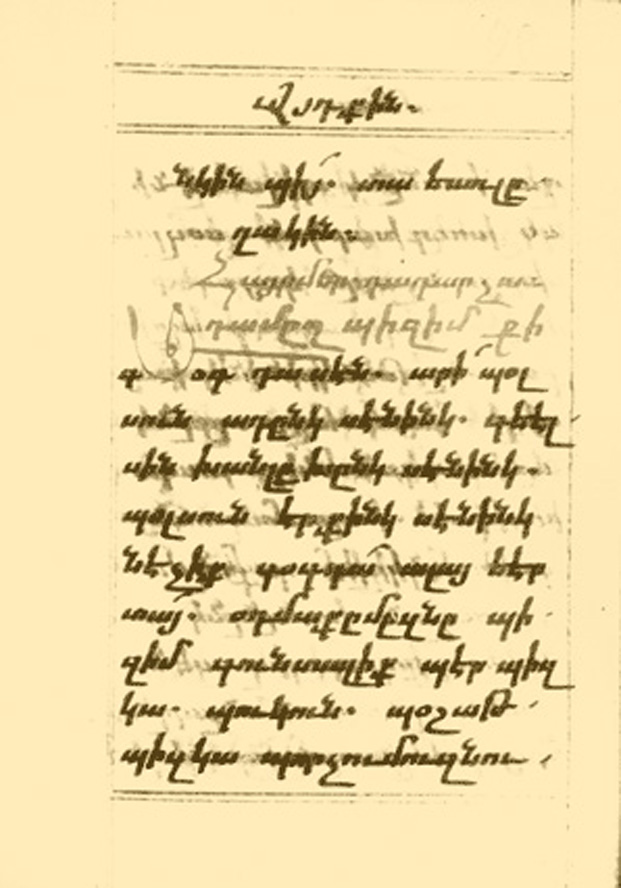
Молитва «Отче наш» вірмено-кипчацькою мовою з рукопису Arm.5 Національної бібліотеки в Парижі. Аркуш 100r

## Особливості вірмено-кипчацької мови
У фонетиці — 9 голосних (а, ä, е, и, і, о, ö, у, ÿ); перехід къ в х (хар «сніг», айах «нога»); глухий початок слова (таш «камінь», кел «приходити»); збереження нъ (минъ «тисяча», сенинъ «тебе»); збереження вибухового характеру афіксальними к, г (хайтмага «повертатися», бермäгä «давати», сатмахка «для продажу», тöлäмäхкä «для сплати»); стійкість ч, ш і початкового л афіксації (хачлар «хрести», ишлäр «справи»); послідовна палатальна і губна гармонія голосних; у морфології — давальний відмінок на -ка, -кä, -га, -гä; давальний займенників манъа «мені», санъа «тобі», анъар «йому»; інфінітив на -мага, -мäгä, -ма, -мä; дієслівне ім'я на -ган, -гäн; умовний спосіб на -гай, -гäй; теперішній час на -ыйыр, -ийир; дієприслівники на -гынча, -гинчä, -мынча, -минчä, -гачох, -гäчох; у лексиці — вірменізми церковно-релігійного характеру, незначна кількість іранизмів й арабізмів, особливо властивих перекладним текстам; маса українських, польських, латинських запозичень.
Граматична система деформована унаслідок суттєвого слов'янського впливу.
Письмо вірменське: болоргир — «кругле» письмо з використанням круглих великих букв і похилих малих букв, виконаних прямими горизонтальними і вертикальними елементами; і переважно нотргир — похиле скорописне письмо з використанням закруглених елементів.

## Молитва«Отче наш»вірмено-кипчацькою мовою
Atamïz bizim ki köktäsen, ari bolsun atïŋ seniŋ, kelsin χanlïχïŋ seniŋ, bolsun erkiŋ seniŋ nečik köktä alay yerdä, ötmäkimizni bizim kündälik ber bizgä bügün, bošat bizgä borčumuznu bizim, nečik ki biz bošatïrbiz bizim borčlularïmïzga, bermägin bizni sïnamaχlïχka, yoχsa χutχar bizni yamandan, zerä seniŋdir χanlïχ da χuvat, da saŋa haybat meŋilik. Amen.